# Maria Gstaltmeyr
Maria Gstaltmeyr (* 15. Februar 1952 in Wien) ist eine österreichische Politikerin (ÖVP). Sie war von 2006 bis 2008 Abgeordnete zum Tiroler Landtag.

## Ausbildung und Beruf
Maria Gstaltmeyr besuchte zwischen 1958 und 1966 die Volks- und Hauptschule in Wien und absolvierte im Anschluss das Musisch-Pädagogische Realgymnasium in Wien. 1967 verließ sie das Gymnasium und war in der Folge bis 1973 als Angestellte für die Finanzkammer in Wien bzw. die Österreichische Jugendbewegung tätig. Sie bildete sich daneben in Abendkursen weiter, absolvierte zwischen 1968 und 1970 die Handelsschule und 1973/74 einen Sprachaufenthalt in England 1973/74. Nach ihrer Rückkehr nahm sie eine Stelle als Angestellte einer Rechtsanwaltskanzlei beziehungsweise einem Versicherungsbüro an. Zwischen 1976 und 1979 besuchte sie eine Maturaschule in Wien, 1985 wechselte sie als kaufmännische Angestellte zu Tyrolean Airways. Sie ist dort seit 1994 Betriebsratsvorsitzende für das kaufmännische und technische Personal und absolvierte von 1994 bis 1996 die Gewerkschaftsschule in Innsbruck.

## Politik
Gstaltmeyr fand über die Gewerkschaft in die Politik und gehört seit 1993 der ÖGB-Frauen-Tirol-Landesexekutive an. Sie trat dem ÖAAB bei und ist seit 1996 Landesobfrau-Stellvertreterin der AAB Frauen. Zwischen 1998 und 2003 war sie Bundesobfrau-Stellvertreterin der AAB Frauen, seit 2003 Bundesobmann-Stellvertreterin. Seit 2000 gehört sie zudem dem Vorstand der Arbeiterkammer Tirol an.
Gstaltmeyr kandidierte bei der Landtagswahl 2003 auf dem Kreiswahlvorschlag des Wahlkreises Innsbruck-Stadt, erhielt jedoch zunächst kein Mandat. Nach dem Rückzug von Jürgen Bodenseer erhielt Gstalmeyr ihr Mandat. Gstaltmeyr war ab 1. Jänner 2006 Mitglied des Tiroler Landtags und vertrat die ÖVP ab dem 8. Februar 2006 in den Ausschüssen „Arbeit, Soziales und Gesundheit“, „Föderalismus und Europäische Integration“ sowie „Gesellschaft, Bildung, Kultur und Sport“. Gstaltmeyr schied nach der Landtagswahl 2008 am 1. Juli aus dem Landtag, da sie keinen sicheren Listenplatz erhielt.